# Свалка (торт)
Торт Свалка (англ. dump cake) — американский десерт, похожий на пирог коблер, но с начинкой, похожей на торт. Он так называется, потому что готовится путем «вываливания» ингредиентов (обычно консервированных фруктов или начинки для пирога, а затем упакованной смеси для торта) в форму для торта без перемешивания.

## История
Происхождение термина «dump cake» до конца неясно . Предполагается, что название произошло от рецепта, опубликованного Дунканом Хайнсом в 1980 году , хотя название упоминается в ряде американских кулинарных книг и периодических изданий 1970-х и 60-х годов .
Некоторые источники предполагают, что торты стали популярными в 1950-х годах после появления готовых смесей для тортов после Второй мировой войны .
Один из самых ранних опубликованных рецептов был прислан читателем («миссис Том А. (Велма) Харрис») в Sapulpa Daily Herald в сентябре 1964 года .
В статье 1968 года о тортах в газете Star-Phoenix из Саскатуна рецепт описывался как «в настоящее время популярный на Среднем Западе США» .
Его сравнивают с «wacky cake» — другим американским тортом XX века, в котором не используются яйца и который отличается простым способом приготовления.

## Приготовление
Рецепт классического торта-свалки начинается с добавления одной или нескольких банок фруктов или начинки для пирога в неглубокую форму для выпечки. Затем сверху выкладывается смесь для торта. Затем сверху покрывается маслом или маргарином (кусочками или растопленным) и выпекается в духовке. Некоторые рецепты требуют добавления дополнительных начинок, таких как орехи или кокосовая стружка .
В некоторых вариантах смесь для торта может быть заменена домашней комбинацией сухих ингредиентов, а консервированные фрукты могут быть заменены или дополнены свежими или замороженными фруктами .
- Готовая смесь для торта выкладывается поверх консервированной начинки для тыквенного пирога в прямоугольную форму для выпечки.
- Растопленное масло заливается на смесь для торта перед выпечкой. В некоторых рецептах вместо этого используются твердые кусочки масла.

## Вариации
На Гавайях популярная вариация «тыквенного торта-свалка» называется «pumpkin crunch». Самый ранний известный опубликованный рецепт гавайского pumpkin crunch cake в 1996 году идентифицируется как торт-свалка. Рецепты тыквенного кранча и материкового тыквенного пирога почти идентичны . Однако его подают исключительно в качестве десертного батончика. После того, как пирог выпекается, его тщательно охлаждают, прежде чем перевернуть пирог вверх дном, при этом крошка служит нижней корочкой и, по желанию, покрывается взбитыми сливками . Шеф-повар Сэм Чой с Гавайев приписывает себе заслугу популяризации этого рецепта .